# Hieda no Are
Ce qui suit traite de Hieda no Are au masculin afin d’alléger le texte, même si son identité sexuelle n’a pas encore été établie.
Hieda no Are (稗田阿礼) est principalement connu pour son rôle déterminant dans la compilation de l’ouvrage japonais le Kojiki en 712. Même si son lieu et sa date de naissance sont inconnus, Are fut actif durant la fin du VIIe siècle et le début du VIIIe siècle.

## Antécédents
On sait très peu sur la vie de Are, un passage dans le Seikyūki (西宮記) suggère qu’il était un membre de la famille Sarumenokimi dont les origines remontent jusqu’à la déesse Ame no Uzume no Mikoto.
Les spécialistes Kunio Yanagita et Saigō Nobutsuna avancèrent même l’hypothèse que Are était une femme. Are reçu le titre de toneri (舎人), qui est habituellement réservé aux hommes, cependant, la famille  Sarumenokimi était reconnue à la cour pour ses prêtresses. De surcroît, certains passages que l’on retrouve dans le Kojiki laissent croire qu’ils ont été écrits par une femme.

## Kojiki
Durant le VIIe siècle, l'empereur Temmu décida de corriger les divergences que refermait l’histoire nationale du Japon contenue dans le Teiki et le Kyūji circulant au sein de la noblesse. Il fit le tri parmi ces textes et ordonna à Hieda no Are, qui avait alors 28 ans, de les mémoriser. Are était reconnu pour son intelligence, il pouvait réciter un texte qu’il n’avait entendu ou lu qu’une fois. L’empereur Temmu mourut avant que le Kojiki soit terminé. Plus tard, l'impératrice Gemmei ordonna à  Ō no Yasumaro (太安万侶) de compiler le Kojiki en se basant sur ce qu’avait mémorisé précédemment Are. Il fut complété en 712.